# Centre d'Esports Sabadell Fútbol Club 2014-2015

## Rosa 2014-2015
| N. |                   | Ruolo | Calciatore        |
| -- | ----------------- | ----- | ----------------- |
| 1  | Spagna (bandiera) | P     | David de Navas    |
| 3  | Spagna (bandiera) | D     | Víctor Espasandín |
| 4  | Spagna (bandiera) | C     | Juanjo Ciércoles  |
| 5  | Spagna (bandiera) | D     | Cristian García   |
| 7  | Spagna (bandiera) | A     | Collantes         |
| 8  | Spagna (bandiera) | C     | Antonio Hidalgo   |
| 9  | Spagna (bandiera) | A     | Juanto            |
| 10 | Spagna (bandiera) | A     | Manuel Gato       |
| 11 | Spagna (bandiera) | A     | Lucas Porcar      |
| 12 | Spagna (bandiera) | D     | Carlos Clerc      |
| 13 | Spagna (bandiera) | P     | Nauzet Pérez      |

| N. |                     | Ruolo | Calciatore        |
| -- | ------------------- | ----- | ----------------- |
| 14 | Spagna (bandiera)   | C     | Antonio Longás    |
| 15 | Messico (bandiera)  | A     | Aníbal Zurdo      |
| 16 | Spagna (bandiera)   | C     | Íñigo Eguaras     |
| 17 | Giappone (bandiera) | C     | Sōtan Tanabe      |
| 18 | Spagna (bandiera)   | D     | Miguel Ángel Riau |
| 19 | Spagna (bandiera)   | C     | Marquitos         |
| 21 | Spagna (bandiera)   | D     | Martí Crespí      |
| 22 | Spagna (bandiera)   | D     | Kiko Olivas       |
| 23 | Spagna (bandiera)   | A     | Raúl Tamudo       |
| 24 | Spagna (bandiera)   | A     | Benja             |
| 25 | Spagna (bandiera)   | C     | Javi Hervás       |
| 28 | Spagna (bandiera)   | D     | Agus Medina       |
|    | Israele (bandiera)  | A     | Gai Assulin       |